# Martin Archer Shee
Martin Archer Shee FRS PRA (Dublim, 23 de dezembro de 1769 – Brighton, 13 de agosto de 1850) foi um pintor, poeta, escritor e dramaturgo irlandês. Foi presidente da Academia Real Inglesa e pintou personalidades da sua época como o rei Guilherme IV do Reino Unido e sua esposa Adelaide de Saxe-Meiningen, William Roscoe, George Thomas Staunton, Francis Chantrey, Thomas Picton e Edward Paget. Ele também publicou alguns poemas, escreveu uma peça teatral e dois romances.

## Juventude
Ele nasceu em Dublin, em uma antiga família irlandesa católica romana, filho de Martin Shee, um comerciante, que considerava a profissão de pintor uma ocupação inadequada para um descendente de Shees. Mesmo assim, seu filho Martin estudou arte na Royal Dublin Society e veio para Londres. Lá, em 1788, ele foi apresentado por Edmund Burke a Joshua Reynolds, sob cujo conselho ele estudou nas escolas da Royal Academy of Arts.

## Carreira
Em 1789, ele exibiu suas duas primeiras pinturas, a "Cabeça de um velho" e "Retrato de um cavalheiro". Nos dez anos seguintes, ele aumentou de forma constante na prática. Ele foi escolhido um associado da Royal Academy em 1798, em 1789 ele se casou com Mary, filha mais velha de James Power of Youghal, e em 1800 foi eleito para a Royal Academy. Ele se mudou para a antiga casa de George Romney em 32 Cavendish Square, e se estabeleceu como seu sucessor.
Shee continuou a pintar, embora seus retratos tenham sido eclipsados por mais de um de seus contemporâneos, especialmente por Thomas Lawrence. Os primeiros retratos do artista são cuidadosamente finalizados e com bom desenho. Eles mostram uma tendência indevida à vermelhidão na pintura da carne - um defeito que é ainda mais aparente em suas obras posteriores, em que o manuseio é menos "quadrado", nítido e forte. Além de seus retratos, ele executou vários temas e obras históricas, como Lavinia, Belisarius, "Próspero e Miranda", e a "Filha de Jefté".

### Escrevendo
Em 1805, ele publicou um poema que consistia em Rimas sobre a arte, e uma segunda parte se seguiu em 1809. Lord Byron falou bem dele em seus English Bards and Scotch Reviewers. Shee publicou outro pequeno volume de versos em 1814, intitulado The Commemoration of Sir Joshua Reynolds, and other Poems, mas teve menos sucesso. Ele também produziu uma tragédia, Alasco, ambientada na Polônia. A peça foi aceita em Covent Garden, mas teve sua licença negada, com o fundamento de que continha alusões de traição, e Shee furiosamente resolveu fazer seu apelo ao público. Ele cumpriu sua ameaça em 1824, mas Alasco ainda estava na lista dos dramas não encenados em 1911. Ele também publicou dois romances - Oldcourt (1829, em três volumes) e Cecil Hyde (1834).
Com a morte de Sir Thomas Lawrence em 1830, Shee foi eleito presidente da Royal Academy em seu lugar e, pouco depois, recebeu o título de cavaleiro. Em 1831 foi eleito membro da Royal Society. Em um exame perante a comissão parlamentar de 1836 sobre as funções da Royal Academy, ele habilmente defendeu seus direitos. Ele continuou a pintar até 1845, quando a doença o fez se retirar para Brighton. Ele foi nomeado para a Academia por J. M. W. Turner, que o nomeou curador da projetada casa de caridade de Turner.
De 1842 a 1849, ele foi o primeiro presidente da Sociedade de Artistas de Birmingham.

## Morte
Shee morreu em Brighton em 1850 e foi enterrado na extensão oeste do cemitério da Igreja de São Nicolau em Brighton. Sua lápide permanece, mas foi colocada e movida para o perímetro do local.

## Vida pessoal
Shee teve três filhos, que se tornaram advogados de sucesso, e três filhas. Descendentes de um dos filhos foi George Archer-Shee, cuja história inspirou The Winslow Boy, uma peça escrita por Terence Rattigan e seu meio-irmão mais velho Martin Archer-Shee. A descendente de Shee, Mary Archer-Shee, apoia a campanha pelo cumprimento dos desejos de Turner para seus legados.

## Trabalhos escritos por Shee (selecionados)
- Elementos de arte, um poema; em seis cantos (1809)
- Rimas na Arte; ou A Remonstrância de um Pintor: em duas partes (1809)
- A Comemoração de Reynolds: em duas partes (1814)
- Oldcourt: em três volumes (Londres: H. Colburn, 1829)
- Alasco: A Tragedy, in Five Acts (Sherwood, Jones e co., 1824).